# Erateina medama
Erateina medama là một loài bướm đêm trong họ Geometridae.